# 伊莎貝爾·梅
伊莎貝爾·梅（英語：Isabel May，2000年11月21日—）是一位美國女演員。她在Netflix劇集《愛麗莎與凱蒂》中飾演凱蒂·庫珀（英語：Katie Cooper），並在CBS劇集《少年謝爾頓》中飾演維羅妮卡·鄧肯。她也在電影《殺戮校園》中飾演主角佐伊·赫爾（英語：Zoe Hull），並在Paramount+劇集《1883》中擔任旁白和主角。

## 背景和職業生涯
梅的六年級英語老師向她的父母建議，她應該以某種方式表達出她的創造力。她經過三年的試鏡也沒有找到一個角色，她和父母決定從十年級開始讓她在網上完成學業，這樣她就可以專注於表演。六個月後，她在沒有表演經驗和有限訓練的情況下得到了《愛麗莎與凱蒂》中凱蒂這個角色。
梅後來加入了《少年謝爾頓》的演員陣容，飾演劇中謝爾頓哥哥喬治的戀愛角色維羅妮卡。她在2018年製作的獨立電影《嚇嚇朱莉》（英語：Let's Scare Julie）中飾演派對主持人，這是一部90分鐘連續拍攝的電影，講述要在萬聖節派對上嚇隔壁的隱居女孩。她飾演主角佐伊的電影《殺戮校園》於2020年9月10日在威尼斯电影节上全球首映。
梅在泰勒·謝里丹開創的劇集《1883》中飾演旁白和主要角色艾莎；她最初是試鏡謝里丹的另一部劇集《金斯敦市長》，她的試鏡表演給謝里丹留下深刻印象，謝里丹相信她能很好地表現出《1883》中艾莎的堅強開拓者女性的形象，因而給了她飾演這個角色的機會。她在接下角色後馬上學習歷史悠久的田納西州口音，學習如何騎馬，並閱讀當時開拓者女性的日記，更對她們堅韌的個性著迷。

## 作品列表

### 電影
| 年份 | 標題                    | 角色                | 附註  |
| ---- | ----------------------- | ------------------- | ----- |
| 2018 | 《夏日之齡》 （英語：Age of Summer） | 失踪的海報女孩      |       |
| 2019 | 《嚇嚇朱莉》 （英語：Let's Scare Julie） | 泰勒（英語：Taylor）      | [ 8 ] |
| 2020 | 《殺戮校園》            | 佐伊·赫爾（英語：Zoe Hull） |       |
| 2022 | 《The Moon & Back》     | 莉迪亞（英語：Lydia）    |       |
| 2022 | 《回心轉意》            | 禮頓（英語：Leighton）      |       |

### 電視
| 年份       | 標題             | 角色                | 附註           |
| ---------- | ---------------- | ------------------- | -------------- |
| 2018－2020 | 《愛麗莎與凱蒂》 | 凱蒂·庫珀（英語：Katie Cooper） | 主要角色；39集 |
| 2018－2020 | 《少年謝爾頓》   | 維羅妮卡·鄧肯       | 常設角色；9集  |
| 2021－2022 | 《1883》         | 艾莎·達頓（英語：Elsa Dutton） | 主要角色；10集 |

## 外部連結
- 伊莎貝爾·梅在互联网电影资料库（IMDb）上的資料（英文）